# Dornier 328
O Dornier 328 é um avião turboélice bimotor regional inicialmente produzido pela Dornier Flugzeugwerke em Oberpfaffenhofen, na Alemanha, até sua aquisição pela americana Fairchild Aircraft, em 1996. Existe também uma versão a jato da mesma aeronave, chamada de Fairchild Dornier 328JET.

## Variantes
- 328-100 - Modelo inicial

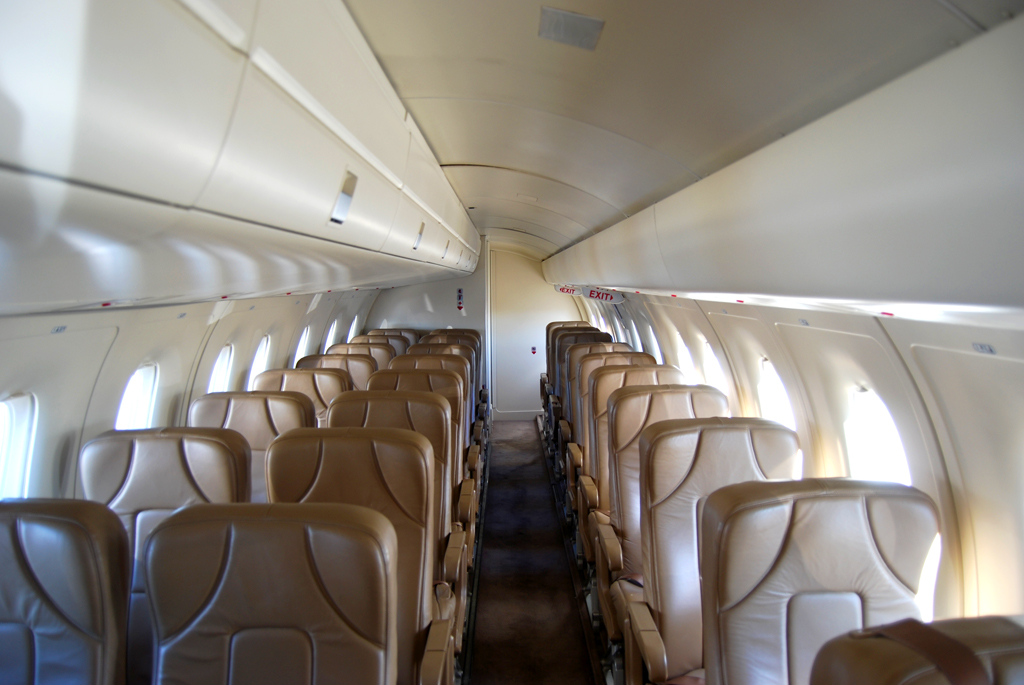
Interior do Do 328 na configuração 2-1.

- 328-110 - Modelo inicial com melhor performance
- 328-120 - Melhor performance de STOL
- 328-130 - Com redução autoridade do leme em altas altitudes
- 328JET - Variante a jato
- C-146A Wolfhound - DNome utilizado pela Força Aérea dos Estados Unidos.[1]

## Incidentes
- Em 25 de fevereiro de 1999, o voo 1553 da Minerva Airlines varou a pista. A aeronave havia partido de Cagliari-Elmas com destino ao Cristoforo Colombo Airport, em Gênova, na Itália. No entanto, durante o procedimento de pouso na pista 29, o avião passou do final da pista e atingiu o mar. Dos trinta e um passageiros a bordo, quatro morreram no acidente.[2]